# Култов кладенец Су Темпиезу
Култовият кладенец Су Темпиезу се намира при град Оруне, Нуоро, Сардиния е Нурагически паметник, датиращ от Бронзова епоха. Кладенецът е нестандартен сакрален градеж, запазен почти в първичен вид.

## Датиране
Кладенецът е изграден през II хил. пр.н.е., предполага се през XIII в. пр.н.е. Около IX век пр.н.е. той е напълно затрупан от свлачище, което унищожава върха на градежа.

## Откритие
Обектът е открит случайно през 1953 г. по време на земекопни работи свързани с улавяне на водоносната жила при кладенеца.

## Описание и особености
Свещеният кладенец е изграден при планински скат с надземно покритие на притвора. Пространствено-плановото му решение намира буквална аналогия при свещените кладенци с удължен план, с открит притвор, дромос и сводово покритие. В детайли обаче съоръжението има специфика, която съществено го отделя от останалите. Откритият притвор е изграден над земята, но той всъщност е вградена ниша в монументален архитектурен обем, с представителна фасада и висок двускатен покрив с триделна конзолоно изградена стреха. Вътрешните стени се издигат конусовидно и над тях е поставен дъговидно оформен монолит, фланкиран от декоративен, издаден навън корниз. Зидарията е изцяло суха, няма следи от използвани кохезионни разтвори за спояване на отделни елементи.
Височината при фасадата е 3.30 m. Подът на съоръжението е трапецовиден с външна страна 1.20 m, вътрешна - 1.00 m и дължина 1.30 m. С вътрешната си ширина от 1 m. то преминава в стъпаловиден дромос, изсечен в скалата, с дължина 0.55 m и ширина пред кладенеца 0.45 m. Височината на дромоса е 0.90 m и е запазена при входа на кладенеца. Заостреният покрив на съоръжението е разрушен от свлачище, докато между двете стени все още съществуват две монолитни арки, изпъкнали на около три четвърти от първоначалната височина.
Стълбата и покритието на дромоса са изградени от обработени квадри, наредени във възходящ и низходящ ред, като последното стъпало е дъговидно и включено в обема на кладенеца.
Диаметърът на кладенеца е 0.90 m. Височината след 1.82 m преминава в кошеровидно куполно покритие, затворено от монолит.
Подовото ниво на открития притвор е само 0.50 m по-високо от дъното на кладенеца и през каменната му настилка е прорязан отводнителен канал - преливник, който извежда водите от притвора, преминава през покрито помещение пред него и се влива в малък, вграден в оградната му масивна стена култов кладенец. От там покрит канал извежда тези води далеч от фасадата на съоръжението. Както в големия вътрешен кладенец, така и във външния на пода са вкопани малки вдлъбнатини, близо до входа, за да може да се черпи вода и в сухи, безводни дни.
Съоръжението е изградено в прецизна квадрова строителна техника, със сегментно моделиране на всеки отделен монолит - коничните стени на открития притвор и дромоса и стените на кладенеца са изградени без да се налага конзолно наддаване във височина.

## Предназначение
Без съмнение съоръжението е обслужвало култът към водата. При него се наблюдават два свещени извора - вътрешен кладенец и външен такъв. Според някои интерпретации вътрешният кладенец е мислен като най-святото място - достъпен само за Бога и неговият жрец, докато външният кладенец е изнесен извън покритото помещение, пред фасадата и отворен към терена, за да е достъпен до всеки поклонник, който иска да черпи свещена вода от него.

## Находки
Във вътрешния кладенец при археологическите разкопки са открити накити - брошки, пръстени, гривни, един меч и къси ками, каквито са изобразени на примитивните пластики открити в кладенеца. На бронзета изобразяваща млад мъж е представена кама преметната посредством тесен ремък през гърдите. Друга бронзова пластика, изобразяваща възрастен мъж без всякакви вотивни атрибути, също е открита по време на разкопките в съоръжението.